# Fleischbank (Kaisergebergte)
De Fleischbank (lett. vleesbank, in het Oostenrijks ook slagerij) is een 2187 meter hoge berg in de Oostenrijkse deelstaat Tirol, oostelijk van Kufstein. De berg maakt deel uit van het Kaisergebergte, in het bijzonder van de Wilde Kaiser en vormt een soort van tweeling met de Predigtstuhl, gescheiden door de Sternerne Rinne. De top is voor het eerst bereikt in 1886. Er zijn diverse, zowel makkelijke als moeilijke klimroutes naar de top.